# GITEX Africa
GITEX Africa est un événement annuel combinant exposition et conférence technologique organisé à Marrakech, au Maroc. Il est organisé par le Dubai World Trade Centre sous l’autorité du Gouvernement du Maroc.
Il représente l’édition africaine du salon GITEX original basé à Dubaï, aux Émirats arabes unis. L’événement réunit des leaders technologiques, des innovateurs, des start-up et des décideurs politiques pour faire progresser la transformation numérique à travers le continent africain.

## Historique
La première édition du GITEX Africa s’est tenue du 31 mai au 2 juin 2023 à Marrakech, marquant la première expansion de la marque GITEX en dehors du Moyen-Orient. L’événement a été lancé en partenariat avec l’Agence de Développement du Digital (ADD) du Maroc et le Ministère de la Transition Numérique et de la Réforme de l’Administration.

## Présentation de l’événement
GITEX Africa propose des expositions, des tables rondes, des discours d’ouverture et des sessions de réseautage. Il met en avant les technologies émergentes telles que l’intelligence artificielle (IA), la fintech, le commerce électronique, le cloud computing, la blockchain, la cybersécurité et l’Internet des objets (IoT).

## Éditions notables

### Édition 2023
La première édition, en 2023, a rassemblé plus de 900 exposants, 250 délégations gouvernementales et des start-up de plus de 95 pays. Elle a été inaugurée par Aziz Akhannouch, Premier ministre du Maroc.

### Édition 2024
Organisée du 29 au 31 mai 2024 à Marrakech, la deuxième édition a réuni environ 1 500 exposants et start-up de plus de 130 pays. Elle a mis en lumière les progrès de l’Afrique en matière d’intelligence artificielle. Huawei a participé en tant que sponsor diamant, présentant des solutions d’intelligence pour l’Afrique.

### Édition 2025
Prévue du 14 au 16 avril 2025 à Marrakech, cette édition mettra l’accent sur les avancées du continent en matière d’IA, de connectivité et de finance numérique. Plus de 400 investisseurs représentant 250 milliards de dollars d’actifs venant de plus de 35 pays sont attendus. Ericsson a confirmé sa participation pour présenter des technologies durables soutenant la Vision 2030 du Maroc.

## Impact
GITEX Africa a positionné le Maroc comme un hub stratégique pour l’avenir numérique de l’Afrique. L’événement attire des investissements dans les start-up, les infrastructures digitales et renforce l’image de l’Afrique comme acteur clé de l’innovation technologique.